# North Bay Battalion
North Bay Battalion – juniorski klub hokeja na lodzie z siedzibą w North Bay.
Kontynuator klubu Brampton Battalion (1998–2013).

## Osiągnięcia
- Emms Trophy: 2014
- Bobby Orr Trophy: 2014
- Finał o J. Ross Robertson Cup: 2014